# مومان بالا
مومان بالا، روستایی در دهستان بانسنت بخش مرکزی شهرستان کنارک در استان سیستان و بلوچستان ایران است.

## اقلیم
این روستا جزء نواحی کوهستانی و دشت به شمار می‌رود و رشته کوه چپر، عمری و سادگر مهم‌ترین ارتفاعات آن را تشکیل می‌دهند، خصوصیات اقلیمی آن تحت تأثیر توپوگرافی این ارتفاعات از یک طرف و دریای عمان از طرف دیگر قرار دارد و جزء اقلیم بیابانی گرم شدید است. بیشترین معدل حداکثر حرارت ماهانه در ایستگاه مومان بالا ۳\۴۴ درجه سانتیگراد مربوط به ۱۱ خرداد تا ۱۱ تیرماه است و کمترین معدل ماهانه ۵\۸ درجه سانتیگراد از ۱۲ دی تا ۱۲ بهمن است، نزولات جوی منطقه اکثراً تحت تأثیر جریانات هوایی جنوب شرقی، جنوب غربی و تابستان‌ها نیز جریان مونسون اقیانوس هند قرار دارد. به طوری که ۱۵\۲۰ درصد نزولات جوی آن هم در ماه‌های تابستان صورت می‌گیرد و متوسط بارندگی مومان بالا ۷\۱۹۵ میلیمتر در سال می‌باشد و متوسط رطوبت نسبی ۴۷ درصد است.

## گونه های جانوری
اکوسیستم نیمه‌کوهستانی و کوهستانی مومان بالا شرایط زیست گونه‌های مختلف جانوری را فراهم کرده‌است. خرس،(مَم بلوچی) پلنگ، بز کوهی، کفتار، گراز، گربه وحشی و انواع پرندگان در کوه‌های مومان بالا یافت می‌شود.

## رودخانه ها
رودخانه مومان بالا به نامهای جورانی و کمیتی  رودخانه جورانی از رشته کوهای عمری و گرگ  و رودخانه کمیتی از کوهای سادگر سر چشمه میگیرند.این دو رودخانه پس از مسافت طوفانی نزدیک مومان وسط  به هم میپوندند.

## جمعیت
بر پایه سرشماری عمومی نفوس و مسکن در سال ۱۳۹۵، جمعیت این روستا برابر با ۲۴۴ نفر (۸۹ خانوار) بوده‌است.